# Occidozyga baluensis
Occidozyga baluensis är en groddjursart som först beskrevs av George Albert Boulenger 1896.  Occidozyga baluensis ingår i släktet Occidozyga och familjen Dicroglossidae. IUCN kategoriserar arten globalt som nära hotad. Inga underarter finns listade i Catalogue of Life.